# Italo Svevo
Italo Svevo (n. 19 decembrie 1861, Trieste — d. 13 septembrie 1928) este pseudonimul literar al lui Ettore Schmitz, scriitor italian. 
Italo Svevo s-a lansat ca scriitor în 1880, publicându-și adesea operele în foileton, în cele mai importante ziare triestine. A avut norocul să fie meditat la limba engleză de însuși James Joyce de la care a "furat" arta scrierii romanelor. 
Intelectual cosmopolit și psihanalist amator, Italo Svevo se circumscrie curentului verist, devenind unul dintre cei mai importanți prozatori italieni. Poate cele mai cunoscute scrieri ale sale sunt cele trei romane, O viață (1892), Senilitate (1898) și Conștiința lui Zeno (1923), ansamblul operei sale fiind completat de numeroase nuvele, scrieri autobiografice, epistole și o piesă de teatru. Prospețimea stilului său, situată în antiteza curentului rigorist dominant în literatura italiană, a făcut ca puțini contemporani să-i recunoască geniul creator, abia în ultimii ani ai vieții Svevo cucerind notorietatea europeană și universală pe care și-o dorea cu atâta ardoare. Romanul Conștiința lui Zeno s-a bucurat de admirația lui Mircea Eliade, care i-a consacrat mai multe recenzii. Italo Svevo a scris foarte multe volume de povestiri, dintre care o parte au fost traduse în limba română. Autorul se bucură de prea puțină glorie , pentru că moare în 1928, în urma unui accident de mașină.